# Státní znak Švýcarska
Státní znak Švýcarska vznikl roku 1848 a naposledy byl ustanoven v roce 1889. Vychází ze státní pečeti, která byla stanovena v návrhu ústavy z dne 16. května 1814.

## Popis
Znak tvoří červený zaoblený štít se stříbrným řeckým křížem, jehož ramena jsou o šestinu delší, než je jejich šířka. Tento typ štítu používá v současné době také Kosovo na svém znaku.